# 馬斯克雷德嶺
83°4′S 164°40′E / 83.067°S 164.667°E
馬斯克雷德嶺（英語：Masquerade Ridge）是南極洲的山嶺，位於沙克爾頓海岸，處於克拉克森峰以北30公里的羅布冰川東岸，長9公里，現時由南極條約體系管理。

## 外部連結
. . United States Geological Survey.   [2013-08-23].